# Myrcia linearifolia
Myrcia linearifolia är en myrtenväxtart som beskrevs av Jacques Cambessèdes. Myrcia linearifolia ingår i släktet Myrcia och familjen myrtenväxter. Inga underarter finns listade i Catalogue of Life.